# Domenico Cancian
Domenico Cancian FAM (ur. 6 kwietnia 1947 w Mareno di Piave) – włoski duchowny katolicki, biskup Città di Castello w latach 2007-2022.

## Życiorys
Święcenia kapłańskie otrzymał 18 lipca 1972 w zgromadzeniu Synów Miłości Miłosiernej. Przez kilkanaście lat pracował duszpastersko w zakonnych placówkach. W 1987 został radnym generalnym zgromadzenia oraz przełożonym domu zakonnego w Collevalenzy. W 1992 objął funkcję rektora Sanktuarium Miłości Miłosiernej w tejże miejscowości oraz wikariusza generalnego zakonu, zaś w 2004 został przełożonym generalnym zgromadzenia.
16 czerwca 2007 papież Benedykt XVI mianował go ordynariuszem diecezji Città di Castello. Sakry biskupiej udzielił mu 15 września 2007 w sanktuarium w Collevalenzy ówczesny arcybiskup metropolita Florencji – kardynał Ennio Antonelli.
7 maja 2022 papież Franciszek przyjął jego rezygnację z funkcji biskupa  Città di Castello.